# 4176 Sudek
4176 Sudek este un asteroid din centura principală, descoperit pe 24 februarie 1987 de Antonín Mrkos.